# ماثيو سميث (مهندس)
ماثيو سميث (بالإنجليزية: Matthew Smith)‏ هو مهندس بريطاني، ولد في 1966 في لندن في المملكة المتحدة.